# Кварме, Бьёрн Торе
Бьёрн То́ре Ква́рме (норв. Bjørn Tore Kvarme; род. 17 июня 1972, Тронхейм) — норвежский футбольный защитник, наиболее известный по выступлениям за «Русенборг» и «Ливерпуль».

## Карьера

### Клубная карьера
Кварме был подписан «Русенборгом» из «Утлейры» и с новой командой за шесть сезонов выиграл пять чемпионских титулов. Осенью 1996 года он был готов перейти в «Стабек», но в последний момент был перехвачен «Ливерпулем», предложившим бо́льшую сумму отступных. В составе мерсисайдского клуба Бьёрн Торе провёл три сезона прежде, чем в 1999 году перешёл во французский «Сент-Этьен». В этой команде он отыграл два года и даже был её капитаном. Следующие три года Кварме провёл в составе испанского клуба «Реал Сосьедад», а затем вернулся во Францию, где провёл половину сезона, выступая за «Бастию». В 2005 году он вернулся обратно в «Русенборг».
В 2007 году Кварме объявил о том, что завершит футбольную карьеру по завершении сезона, главной причиной такого решения он назвал недостаток игровой практики. Тем не менее, позднее он принял предложение продлить контракт ещё на один год. В июне 2008 года (середина футбольного сезона в чемпионате Норвегии) он завершил карьеру.

### Международная карьера
Бьёрн Торе провёл один матч за сборную Норвегии, 8 октября 1997 года сыграв в товарищеском матче против Колумбии.

## Статистика

### Матчи Кварме за сборную Норвегии
| Матчи Кварме за сборную Норвегии | Матчи Кварме за сборную Норвегии | Матчи Кварме за сборную Норвегии | Матчи Кварме за сборную Норвегии | Матчи Кварме за сборную Норвегии | Матчи Кварме за сборную Норвегии |
| -------------------------------- | -------------------------------- | -------------------------------- | -------------------------------- | -------------------------------- | -------------------------------- |
| №                                | Дата                             | Соперник                         | Счёт                             | Голы Кварме                      | Соревнование                     |
| 1                                | 8 октября 1997                   | Колумбия                         | 0:0                              | —                                | Товарищеский матч                |

Итого: 1 матч / 0 голов; 0 побед, 1 ничья, 0 поражений.

## Достижения
- Чемпион Норвегии (5 раз)